# ألان وود (رسام)
ألان وود (بالإنجليزية: Alan Wood)‏ هو رسام أمريكي، ولد في 3 مايو 1922، وتوفي في 18 أبريل 2013.